# Duane Martin
 (novembre 2016).
Si vous disposez d'ouvrages ou d'articles de référence ou si vous connaissez des sites web de qualité traitant du thème abordé ici, merci de compléter l'article en donnant les références utiles à sa vérifiabilité et en les liant à la section « Notes et références ».
Pour les articles homonymes, voir Martin.
Duane Martin est un acteur américain né à Brooklyn, New York, le 11 août 1965. 
En 2019, il est à l'affiche de la série d'action Los Angeles : Bad Girls (L.A.'s Finest), spin-off du film Bad Boys, aux côtés de Jessica Alba et Gabrielle Union.

## Biographie

### Enfance et formation
Martin est né à Brooklyn, New York, et il est diplômé de l'Université de New York (NYU). Il a joué au basket-ball en troisième division de la NCAA à NYU et a été signé en tant que joueur libre pour un contrat non garanti en NBA avec les New York Knicks en 1989. Cependant, il n'a jamais joué en NBA. 

### Carrière
Le 15 février 2018, il rejoint la série Los Angeles : Bad Girls (L.A.'s Finest) créée par Brandon Margolis et Brandon Sonnier dans le rôle de Ben Baines. Il s'agit du spin-off de la série de films Bad Boys de Michael Bay. La série est mise en ligne à partir du 13 mai 2019 sur le service Spectrum Originals aux États-Unis. Il est aux côtés de Jessica Alba, Gabrielle Union, Zach Gilford, Ryan McPartlin et Sophie Reynolds.

### Vie privée
Duane et Tisha Campbell, se sont mariés le 17 août 1996. Ensemble, ils ont deux fils : Xen Martin, né le 8 août 2001, autiste, et Ezéchiel, né le 8 septembre 2009. En février 2018, le couple annonce qu'ils se sont séparés et qu'ils sont en procédure de divorce après vingt-et-un ans de mariage.

## Filmographie
- 1992-1993 : Out All Night (en) : Vidal Thomas (29 épisodes)
- 1995 : Above the Rim : Kyle
- 1998 : Getting Personal (en) : Milo Doucette (17 épisodes)
- 2003-2007 : All of Us (en) : Robert James Sr. (rôle principal - 88 épisodes)
- 2006 : Ghost Whisperer : Ashton Belluso (saison 1, épisode 20)
- 2009 : Rita Rocks : Chuck DeShannon (8 épisodes)
- 2011 : The Paul Reiser Show : Fernando (7 épisodes)
- depuis 2019 : Los Angeles : Bad Girls : Ben Baines (rôle principal)